# Balthasar Linsinger

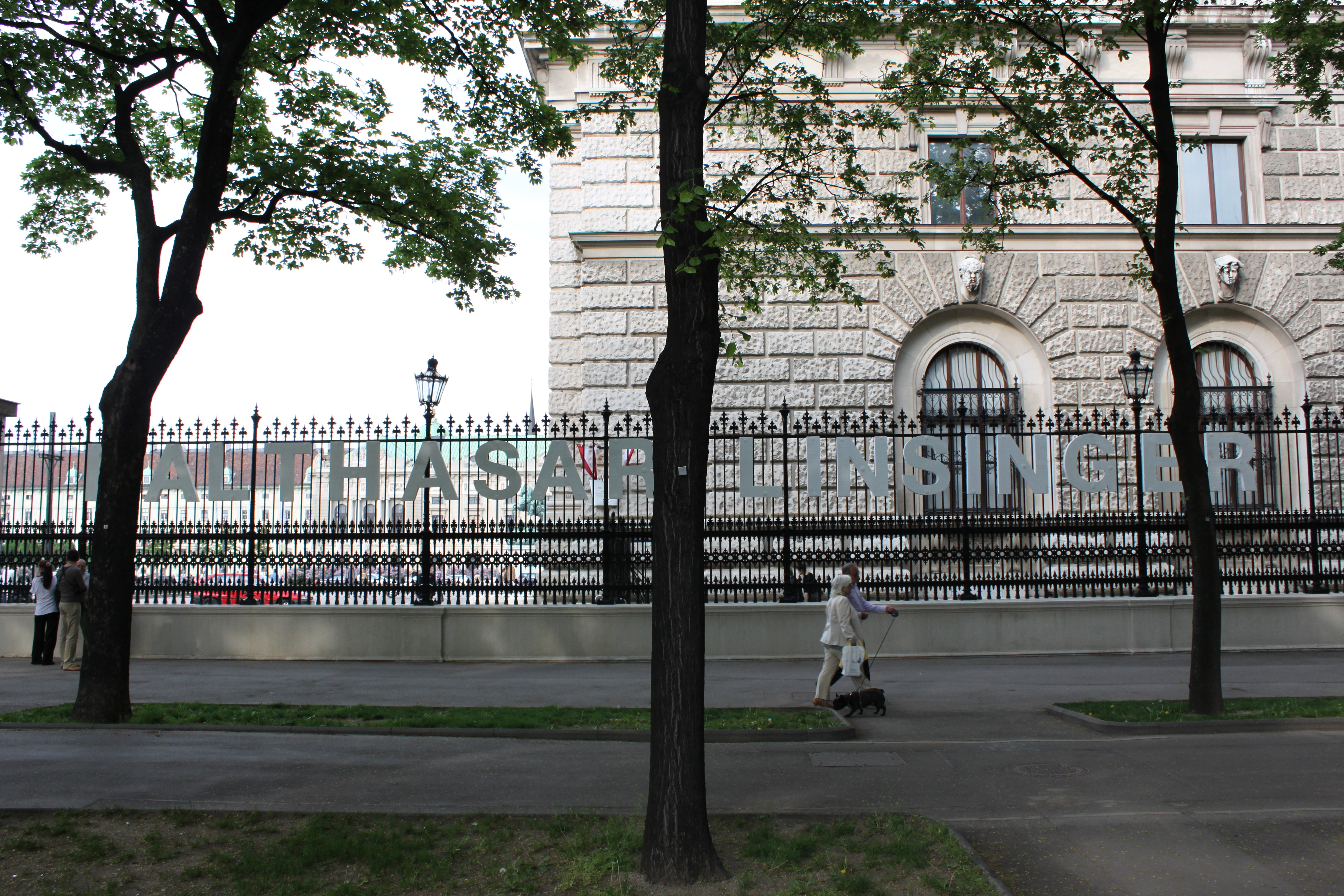
Aktion Allee der Gerechten - A Letter To The Stars in Wien (2011)

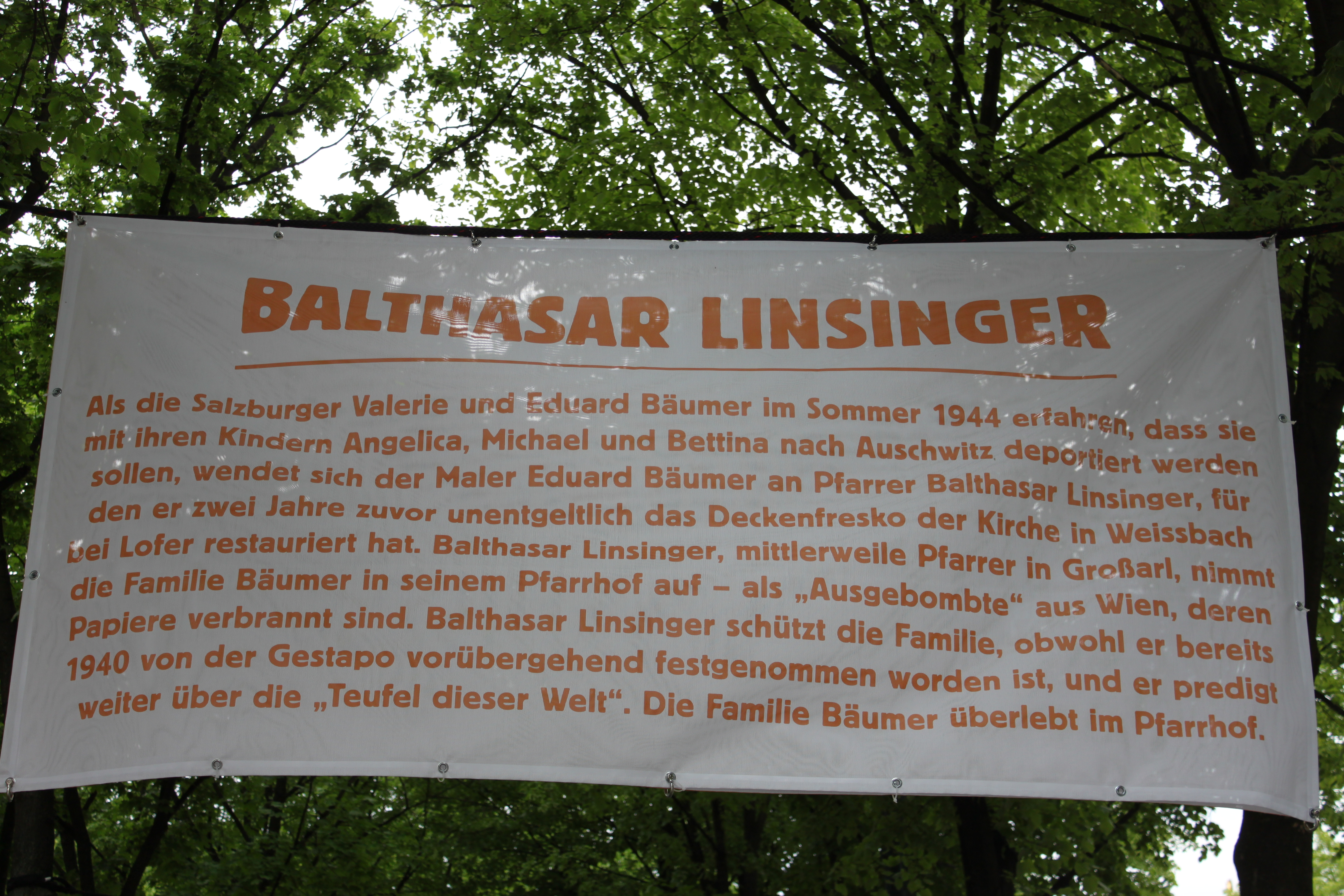
Transparent zu Balthasar Linsinger während der Aktion Allee der Gerechten

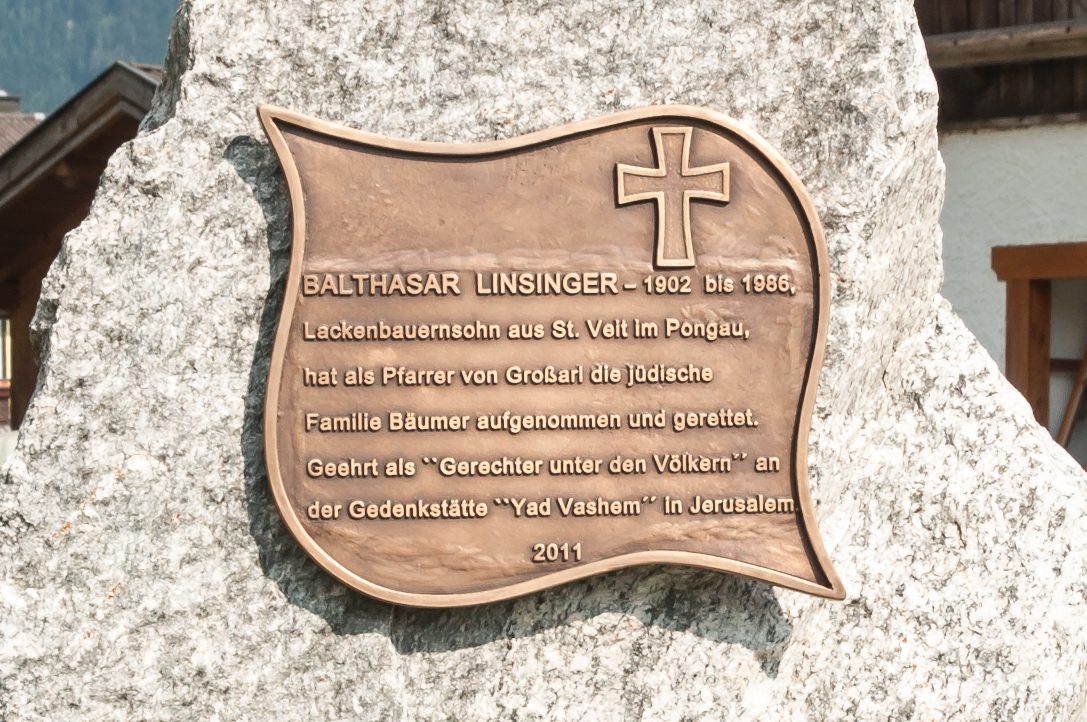
Tafel am Gedenkstein in St. Veit im Pongau

Balthasar Linsinger (* 15. Juli 1902 in St. Veit im Pongau; † 19. Oktober 1986 in Tamsweg) war ein österreichischer Priester.
Linsinger war Pfarrer in Großarl und bot der jüdischen Familie Bäumer aus der Stadt Salzburg an, bei Gefahr nach Großarl zu kommen. 1944, als eine Deportation bevorstand, tauchten die drei Kinder der Familie in Großarl bei Linsinger unter. Linsinger gab sie als Kinder einer Familie aus Wien aus, welche aufgrund des Bombenkriegs ihre Wohnung verloren habe. Da keine Denunziation geschah, überlebte die Familie die Zeit des Nationalsozialismus. Erstmals wurde die Geschichte von Balthasar Linsinger und seine Rettung der Familie Bäumer von Helene Maimann in ihrem TV-Film Die Sterne verlöschen nicht dokumentiert.
Am 13. April 2011 wurde Linsinger in die Liste Gerechter unter den Völkern aufgenommen. Die Ehrung erfolgte auf Betreiben der in Wien lebenden Journalistin und Kuratorin Angelica Bäumer. Diese war eines der drei Kinder des Malers Eduard Bäumer, die Linsinger im Alter von damals drei, neun und zwölf Jahren im Pfarrhof aufnahm.
Linsinger wurde 1925 zum Priester geweiht. Stationen seines priesterlichen Lebens als Pfarrer waren Weißbach bei Lofer (1937–1943), Großarl (1943–1954) und ab 1954 bis zu seiner Pensionierung St. Michael im Lungau.